# Wolfgang von Geldern

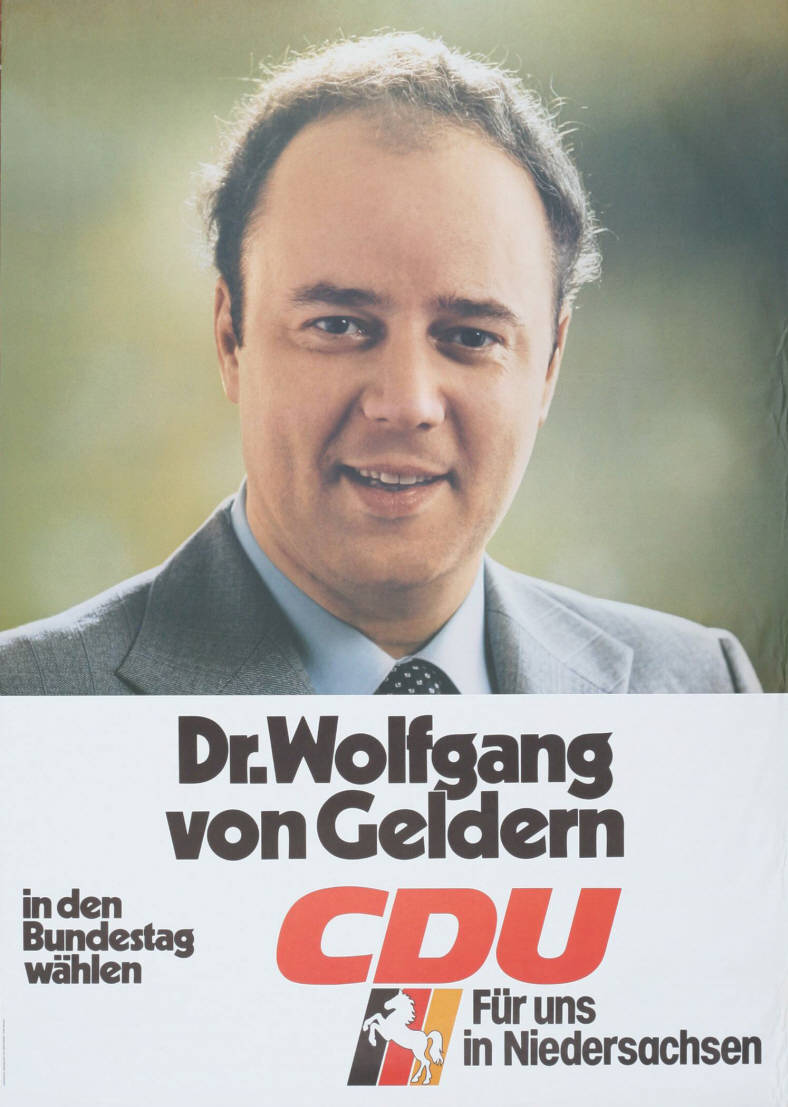
Kandidatenplakat zur Bundestagswahl 1980

Wolfgang von Geldern (* 4. November 1944 in Dorum, Landkreis Cuxhaven) ist ein deutscher Politiker (CDU). Er gehörte von 1976 bis 1994 dem Deutschen Bundestag an und war von 1983 bis 1991 Parlamentarischer Staatssekretär beim Bundesminister für Ernährung, Landwirtschaft und Forsten.

## Leben und Beruf
Nach dem Abitur 1964 absolvierte Wolfgang von Geldern ein Studium der Rechtswissenschaft und der Geschichte in Freiburg im Breisgau, Göttingen und Hannover, welches er 1973 mit dem ersten und 1975 mit dem zweiten juristischen Staatsexamen beendete. Während des Studiums wurde er mit einem Stipendium der Konrad-Adenauer-Stiftung gefördert. Bereits 1971 erfolgte seine Promotion zum Dr. phil. an der Technischen Universität Hannover mit der Arbeit Wilhelm Oechelhäuser als Unternehmer, Wirtschaftspolitiker, Sozialpolitiker und Kulturpolitiker. Seit 1976 ist er als Rechtsanwalt zugelassen, 1980 wurde er zum Notar bestellt. 1994 trat von Geldern als Vorstand in die Plambeck ContraCon AG in Cuxhaven ein, von 1998 bis 2008 war er Vorstandsvorsitzender der Plambeck Neue Energien AG.
Wolfgang von Geldern ist verheiratet und hat eine Tochter.

## Partei
Er ist seit 1966 Mitglied der CDU. Geldern engagierte sich zunächst beim RCDS, dessen Landesvorsitzender in Niedersachsen und Bremen er 1967 war. Von 1978 bis 1995 war er Vorsitzender des CDU-Kreisverbandes Cuxhaven und von 1979 bis 1999 des CDU-Bezirksverbandes Stade. Ab 1980 gehörte er auch dem Landesvorstand der CDU in Niedersachsen an.

## Abgeordneter

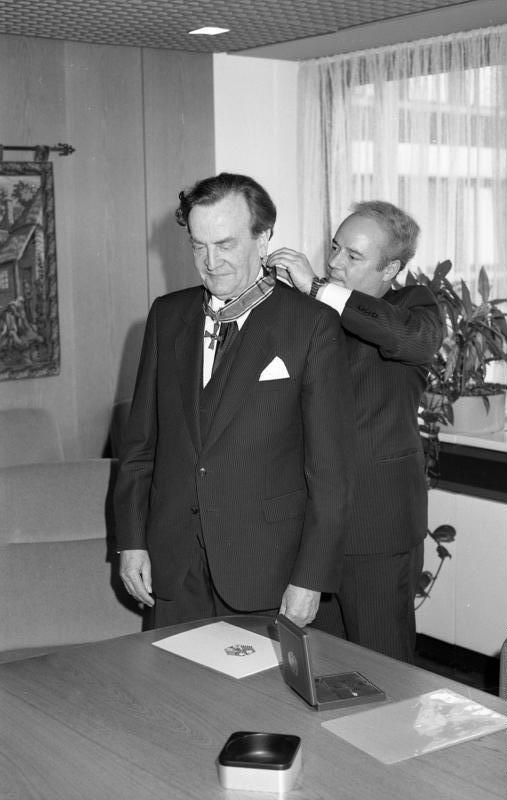
Wolfgang von Geldern überreicht 1989 Philipp Freiherr von Boeselager das Bundesverdienstkreuz

Geldern gehörte von 1973 bis 1975 dem Kreistag des Landkreises Göttingen an. Von 1976 bis 1994 war er Mitglied des Deutschen Bundestages. Er war 1980 über die Landesliste Niedersachsen und sonst stets als direkt gewählter Abgeordneter des Wahlkreises Cuxhaven in den Deutschen Bundestag eingezogen. Zuletzt erreichte er bei der Bundestagswahl 1990 46,3 % der Stimmen. Bei der Bundestagswahl 1994 konnte er sich nicht gegen die SPD-Kandidatin Annette Faße durchsetzen und schied daher aus dem Bundestag aus.

## Öffentliche Ämter
Nach der Bundestagswahl 1983 wurde er am 30. März 1983 als Parlamentarischer Staatssekretär beim Bundesminister für Ernährung, Landwirtschaft und Forsten in die von Bundeskanzler Helmut Kohl geführte Bundesregierung berufen. Am 18. Januar 1991 schied er nach der Bundestagswahl 1990 aus der Regierung aus.

## Gesellschaftliches Engagement
Von 1992 bis 2021 war Wolfgang von Geldern Präsident der Schutzgemeinschaft Deutscher Wald (SDW). In dieser Funktion war er maßgeblich daran beteiligt, infolge der Deutschen Wiedervereinigung SDW-Verbandsstrukturen in den neuen Bundesländern Brandenburg, Mecklenburg-Vorpommern, Sachsen, Sachsen-Anhalt und Thüringen aufzubauen. In engem Schulterschluss mit Hans Joachim Fröhlich setzte sich von Geldern zudem für die Verwirklichung der Deutschen Alleenstraße von der Insel Rügen bis zum Bodensee ein. Darüber hinaus initiierte er unter anderem einen „Grünen Runden Tisch“, ein Gesprächsforum, an dem die unterschiedlichsten Verbände und Vereine über wichtige Fragen des deutschen Waldes diskutieren und Konzepte für dessen Zukunft erarbeiten können.
Gleichzeitig ist er Vorstandsvorsitzender des Wirtschaftsverbandes Windkraftwerke e. V. Dieser Verband hat sich zur Aufgabe gemacht, die Windkraft auszubauen.
Seit dem Wintersemester 1989/90 ist Wolfgang von Geldern Mitglied der Burschenschaft Germania Trier.

## Ehrungen
- 1986: Verdienstkreuz 1. Klasse der Bundesrepublik Deutschland
- 1990: Großes Verdienstkreuz der Bundesrepublik Deutschland
- 2000: Großes Verdienstkreuz mit Stern der Bundesrepublik Deutschland – in Würdigung seines Einsatzes als SDW-Präsident für die Belange von Natur- und Waldschutz

## Veröffentlichungen
- Wolfgang von Geldern, Norbert Plambeck: Einfluss von Legislative und Politik auf die Wirtschaft am Beispiel der Plambeck Neue Energien AG. In: Jan Hendrik Fisch, Jan-Michael Roß (Hrsg.): Fallstudien zum Innovationsmanagement. Methodengestützte Lösung von Problemen aus der Unternehmenspraxis. Gabler Verlag, Wiesbaden 2009, ISBN 978-3-8349-1047-9, S. 501–516, .